# Leucemia monoblástica aguda
Leucemia monoblástica aguda (LMA-M5) é considerada como um subtipo da leucemia mielóide aguda.

## Diagnóstico
Para preencher o critério da Organização Mundial de Saúde (OMS) para LMA-M5, um paciente deve ter mais de 20% de blastos na medula óssea, e destes blastos, mais de 80% devem ser da linhagem monocítica. Uma subclassificação foi feita (M5a versos M5b) dependendo da linhagem monocítica, se mais de 80% são monoblastos a subclassificação a cosnidera como M5a (Leucemia monoblástica aguda) se a mistura de monoblastos e promonócitos é menor que 80%, ela é considerada como Leucemia monocítica aguda.
A LMA-M5 expressa marcadores CD13, CD33, CD11b, CD11c. Monoblastos podem ser positivos para CD34.

## Causas
M5 é associada com caracterísitcas anormalidades cromossômicas, geralmente envolvendo 11q23 ou t(9;11)afetando o locus LLM, entretanto translocação LLM também é achada em outros subtipos de LMA. A presença de LLM dá um prognóstico desfavorável a LMA-M5 comparada a outras alterações genéticas como t(9;11)

## Referência
1. ↑  «Acute Myeloid Leukemia - Signs and Symptoms»